# Епархия Замосць-Любачева
 Епархия Замосць-Любачева  (лат. Dioecesis Zamosciensis-Lubaczoviensis) — епархия Римско-Католической церкви с центром в городе Замосць, Польша. Епархия Замосць-Любачева входит в митрополию Пшемысля. Кафедральным собором епархии Замосць-Любачева является Собор Воскресения Христова и святого апостола Фомы. В городе Любачев находится сокафедральный Собор блаженного Иакова.

## История
25 марта 1991 года Святой Престол учредил апостольскую администратуру Любачева.
25 марта 1992 года Римский папа Иоанн Павел II издал буллу Totus tuus Poloniae populus, которой учредил епархию Замосць-Любачева, выделив её из архиепархии Люблина и присоединив территорию апостольской администратуры Любачева.

## Ординарии епархии
- епископ Ян Сьрутва (25.03.1992 — 5.08.2006);
- епископ Вацлав Депо (5.08.2006 — 29.12.2011) — назначен архиепископом Ченстоховы;
- епископ Мариан Ройек (30.06.2012 — по настоящее время).

## Источник
- Annuario Pontificio, Libreria Editrice Vaticana, Città del Vaticano, 2003, ISBN 88-209-7422-3
- Булла Totus Tuus Poloniae populus, AAS 84 (1992), стp. 1099  (лат.)